# Pasjak, Matulji
Pasjak je naselje na Hrvaškem, ki upravno spada pod občino Matulji; le-ta pa spada pod Primorsko-goransko županijo.

## Demografija
| Pregled števila prebivalcev po letih | Pregled števila prebivalcev po letih | Pregled števila prebivalcev po letih | Pregled števila prebivalcev po letih | Pregled števila prebivalcev po letih | Pregled števila prebivalcev po letih | Pregled števila prebivalcev po letih | Pregled števila prebivalcev po letih | Pregled števila prebivalcev po letih | Pregled števila prebivalcev po letih | Pregled števila prebivalcev po letih | Pregled števila prebivalcev po letih | Pregled števila prebivalcev po letih | Pregled števila prebivalcev po letih | Pregled števila prebivalcev po letih | Pregled števila prebivalcev po letih |
| ------------------------------------ | ------------------------------------ | ------------------------------------ | ------------------------------------ | ------------------------------------ | ------------------------------------ | ------------------------------------ | ------------------------------------ | ------------------------------------ | ------------------------------------ | ------------------------------------ | ------------------------------------ | ------------------------------------ | ------------------------------------ | ------------------------------------ | ------------------------------------ |
| 1857                                 | 1869                                 | 1880                                 | 1890                                 | 1900                                 | 1910                                 | 1921                                 | 1931                                 | 1948                                 | 1953                                 | 1961                                 | 1971                                 | 1981                                 | 1991                                 | 2001                                 | 2011                                 |
| 288                                  | 325                                  | 319                                  | 362                                  | 363                                  | 327                                  | 324                                  | 301                                  | 275                                  | 223                                  | 262                                  | 210                                  | 177                                  | 172                                  | 146                                  | 140                                  |